# اندريه دوفور
اندريه دوفور (بالفرنسية: André Dufour )‏ (و. 1909 – 1995 م) هو سياسي، من فرنسا، ولد في باريس، كان عضوًا في الحزب الشيوعي الفرنسي، توفي في لا ترونش، عن عمر يناهز 86 عاماً.

## مناصب
تولى منصب عضو الجمعية الوطنية الفرنسية.